# VEST
Pour les articles homonymes, voir vest.
| Sigles de 2 caractères   |
| Sigles de 3 caractères   |
| ► Sigles de 4 caractères |
| Sigles de 5 caractères   |
| Sigles de 6 caractères   |
| Sigles de 7 caractères   |
| Sigles de 8 caractères   |

VEST est un sigle de Validation des Entrées, des Sorties, des Tâches, représentant un modèle de gestion de projet informatique.